# Thyroïdectomie

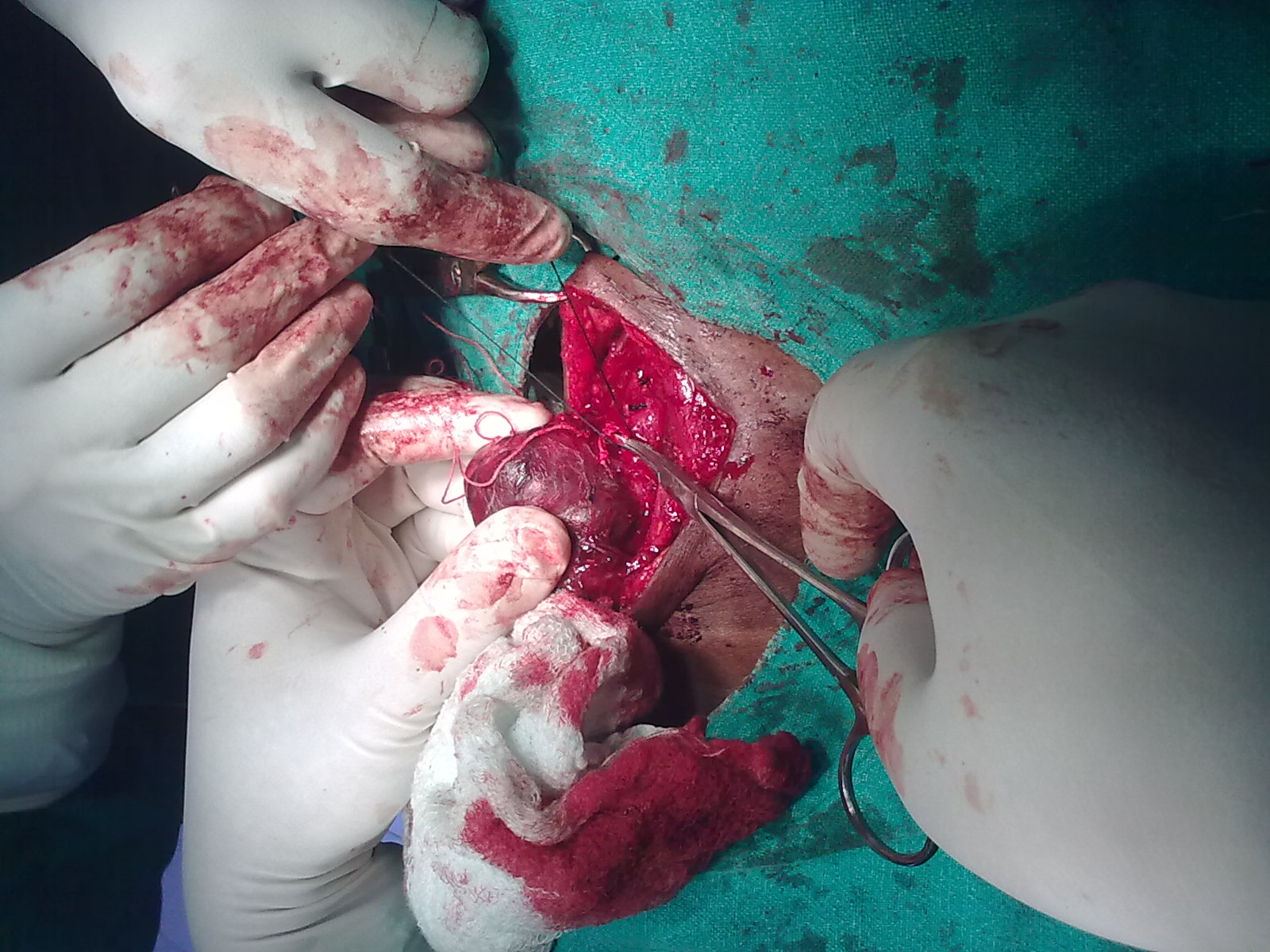
Thyroïdectomie

La thyroïdectomie est une exérèse chirurgicale complète (thyroïdectomie totale) ou partielle (lobectomie) de la thyroïde.

## Technique chirurgicale
Généralement réalisée sous anesthésie générale, l'abord de la loge thyroïdienne pourra plus rarement être réalisée sous anesthésie locale-sédation associée ou non à des techniques d'hypnose. Une incision cervicale antérieure est effectuée à une ou deux largeurs de doigt au-dessus du creux sternal (la base du cou) après repérage des reliefs des cartilages thyroïdes et cricoïdes. L'incision sera poursuivie en profondeur jusqu’à la section du muscle peaucier. Les muscles sous hyoïdiens seront séparés en suivant la ligne blanche pour accéder à la loge thyroïdienne. Une dissection au contact de la capsule thyroïdienne sera réalisée jusqu’à ligature de la veine thyroïdienne moyenne à la face latérale du lobe. Le pôle supérieur sera alors libéré après ligature des branches de l'artère thyroïdienne supérieure et des veines attenantes. Le lobe thyroïdienne sera ensuite accouché après repérage du nerf récurrent et des parathyroïdes et ligature des veines thyroïdiennes inférieures.
En cas de thyroïdectomie totale, on réalisera la même technique pour l'autre lobe thyroïdien.
Une fois l'exérèse réalisée, une vérification  des hémostases est nécessaire après un lavage de l'espace opératoire au sérum physiologique. Les muscles sous hyoïdiens sont suturés. Des drains peuvent être mis en place en cas de risque hémorragique important. On finira l'intervention par la fermeture du plan sous cutané au fil résorbable. La fermeture de la peau pourra être réalisée par différentes techniques : fils résorbables ou non, points séparés ou surjet intradermique, colle biologique, etc.

## Variantes
Sur la base d'un diagnostic affiné, le chirurgien pratiquera une thyroïdectomie  
- totale, subtotale, ou partielle : hémithyroïdectomie, lobectomie ;
- pratiquée avec ou sans curage, le curage pouvant être récurrentiel ou intéresser les compartiments latéraux ;
- par manubriotomie ou encore par sternotomie médiane.

Il peut s'agir d'une simple énucléation d’un ou plusieurs nodule(s) thyroïdien (s) ou d'une isthmectomie thyroïdienne.
Chacune de ces variantes correspond à un code d'acte chirurgical répertorié par le programme de médicalisation des systèmes d'information (PMSI).

## Alternative
Une alternative utilisant les ultrasons focalisés de haute intensité ou HIFU a prouvé son efficacité. Cette méthode est non invasive, sans anesthésie générale et en ambulatoire, elle utilise la chaleur produite par les ultrasons pour détruire le nodule thyroïdien sans chirurgie.